# Ruleta russa
|  | Per a altres significats, vegeu «Ruleta rusa (disc)». |

La ruleta russa és un joc macabre en el qual el participant es dispara al cap amb un revòlver que només duu una bala en el tambor. D'aquesta manera les possibilitats de disparar-se del jugador són d'una entre el nombre de bales que té el revòlver. Així si un revòlver té habitualment sis recambres, les possibilitats de disparar-se a la primera jugada és d'una entre sis, o sigui d'un 16,67% en la primera jugada. Aquest joc pot ser jugat amb més participants, sigui apostant o per un altre motiu adient.

## Origen
Segons Andrew Clarke, el primer rastre de la ruleta russa es pot trobar al conte "El fatalista", que va ser escrit l'any 1840 i formava part de la col·lecció Un heroi del nostre temps de Mikhail Lermontov, poeta i escriptor rus. A la història, que se situa en un poble cosac, el protagonista, Grigori Alexandrovich Pechorin, afirma que no hi ha predestinació i proposa una aposta per demostrar-ho, posant una vintena de peces d'or sobre una taula. Un tinent dels dracs del tsar, Vulič, un home d'orígens serbis amb passió pels jocs d'atzar, accepta el repte i a l'atzar agafa una de les diverses pistoles de diversos calibres de l'ungla, la treu i aboca pólvora a la palma de la ma. Ningú sap si la pistola està carregada o no. "Senyors! Qui pagarà 20 peces d'or per mi?", pregunta Vulič, posant-se el morro de la pistola al front. Aleshores li demana a en Grigory que llenci una carta a l'aire, i quan la carta aterra, apreta el gallet. L'arma no dispara, però quan Vulič torna a armar la pistola i l'apunta a una tapa de servei que penja sobre la finestra, sona un tret i el fum omple l'habitació.